# Roux-Miroir
Roux-Miroir is een dorp in de Belgische provincie Waals-Brabant en een deelgemeente van Incourt. Roux-Miroir ligt twee kilometer ten noorden van het dorpscentrum van Incourt.

## Naam
De naam van de plaats verwijst naar het rooien van bos (Roux is Rode in het Oudnederlands).

## Bezienswaardigheden
- De Sint-Martinuskerk (Église Saint-Martin) heeft een romaanse toren uit 1150, gebouwd in kwartsietzandsteen met een recentere bekleding in Gobertangesteen. De rest van het gebouw is voornamelijk neoclassicistisch uit 1860. Het doopvont is 13e-eeuws;
- De Pastorie is van 1729;
- Het Kasteel van Roux-Miroir, is de vroegere zetel van een oude heerlijkheid en bestaat tegenwoordig uit een vierkantshoeve met een 17e-eeuwse torenwoning;
- De Hoeve Dardenne, grote vierkantshoeve uit 1853;
- De Ferme du Grand Hacquedeau is een imposante vierkantshoeve uit de 17e en 18e eeuw. Het domein werd reeds vermeld in 1302;
- De Moulin Goes is een restant van een ronde stenen beltmolen uit 1831.

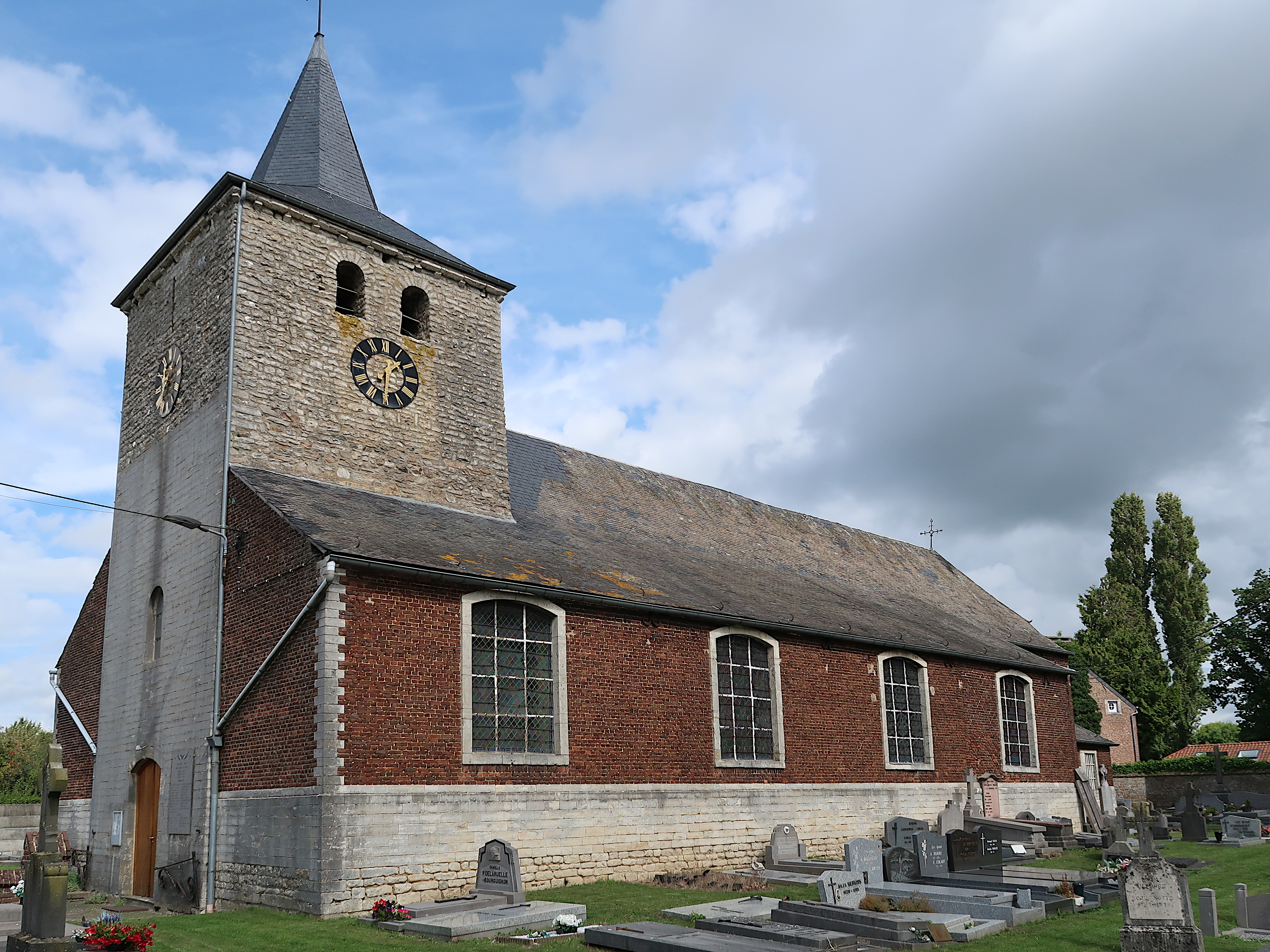
Sint-Martinuskerk
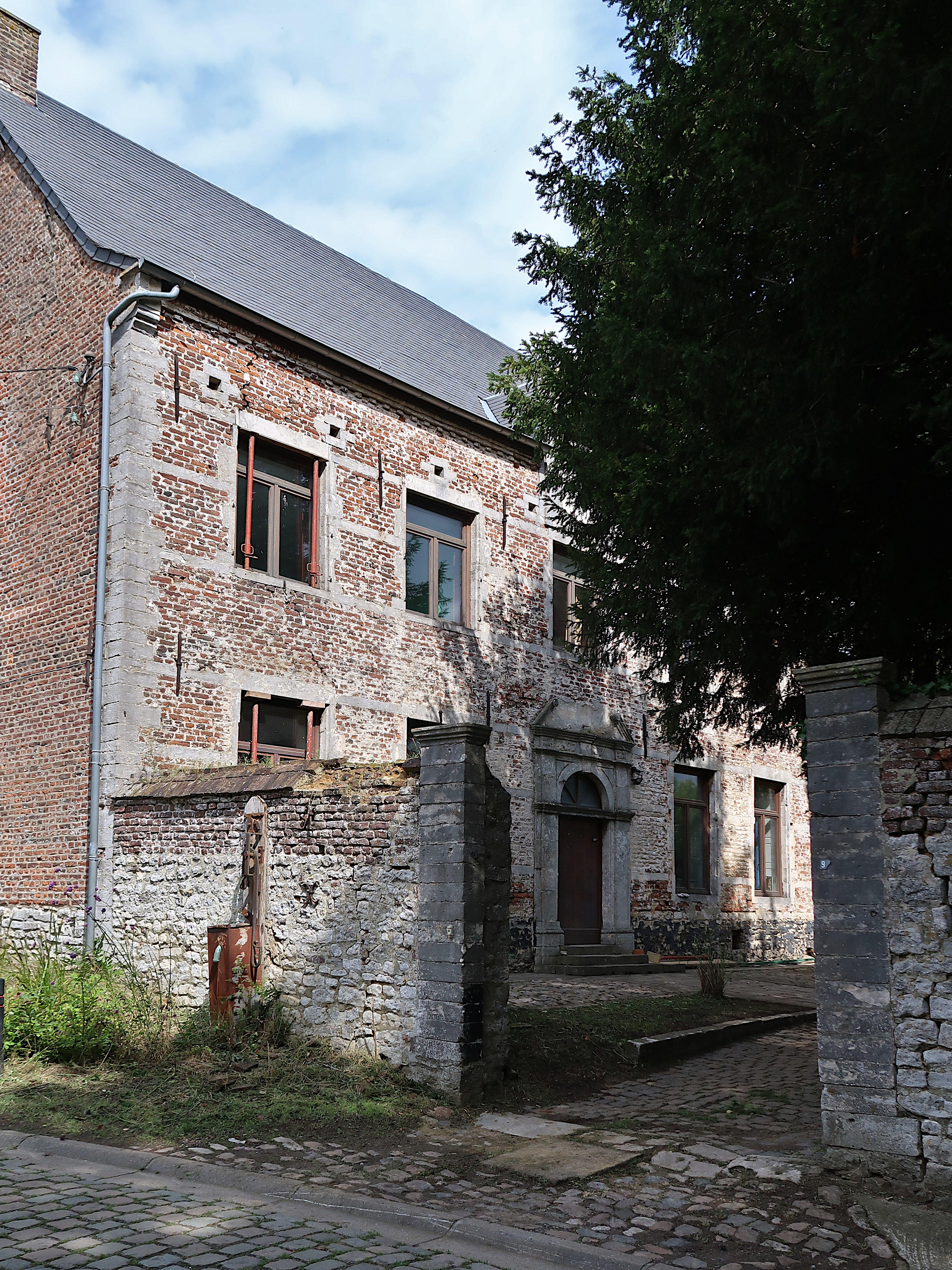
Pastorie van Roux-Miroir
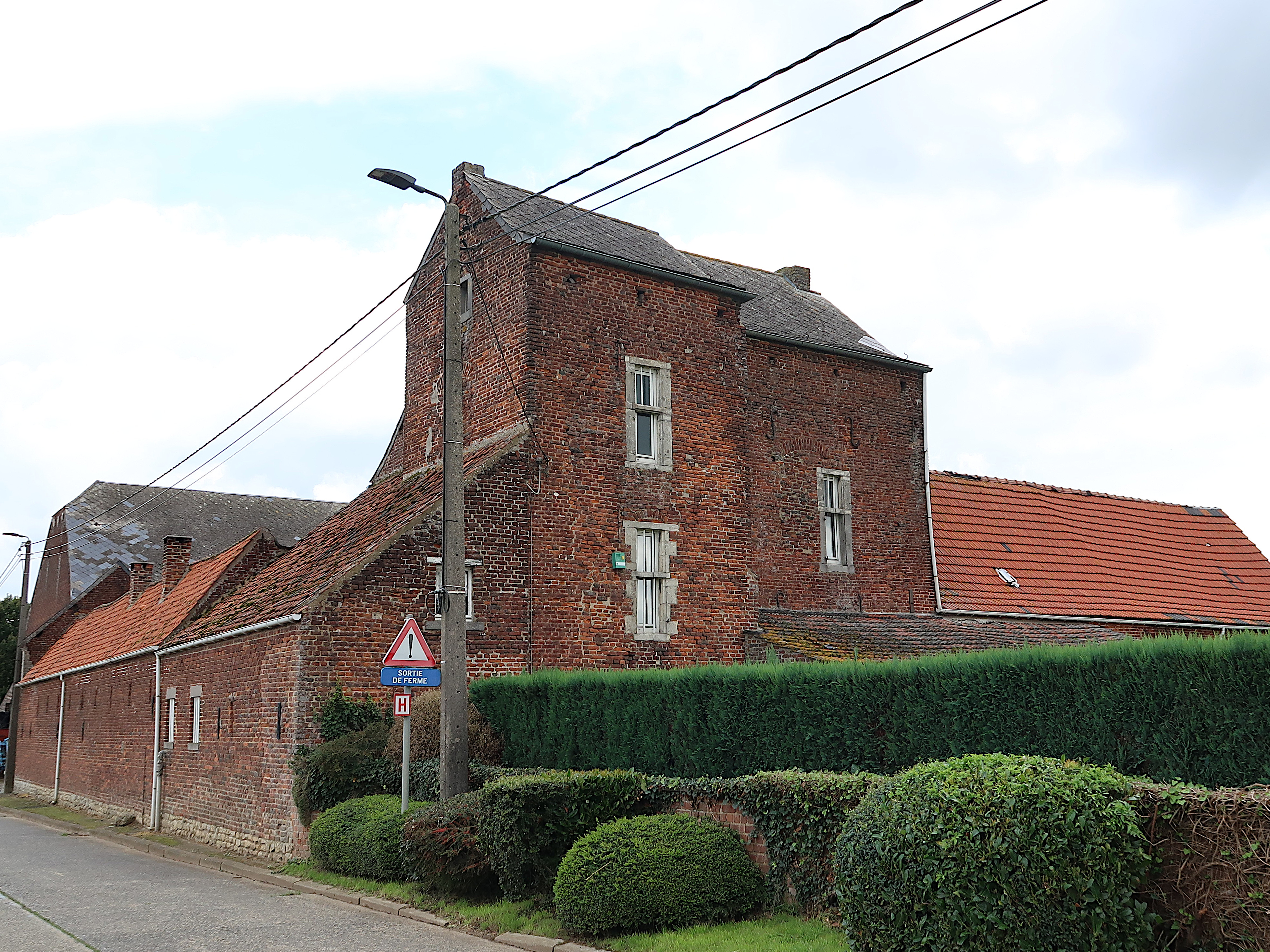
Kasteelhoeve van Roux-Miroir daterend uit de 17e en 18e eeuw
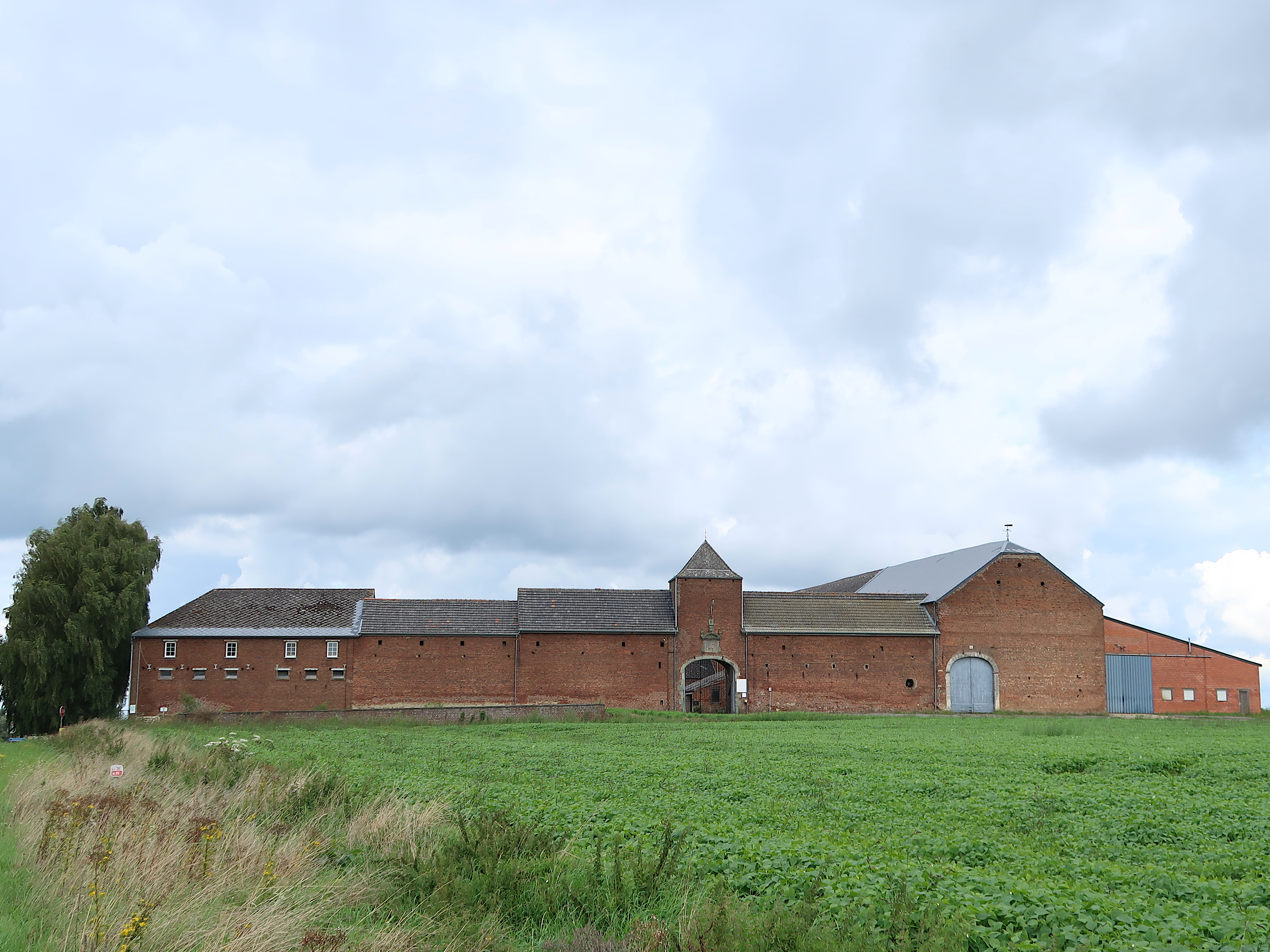
Hoeve Dardenne
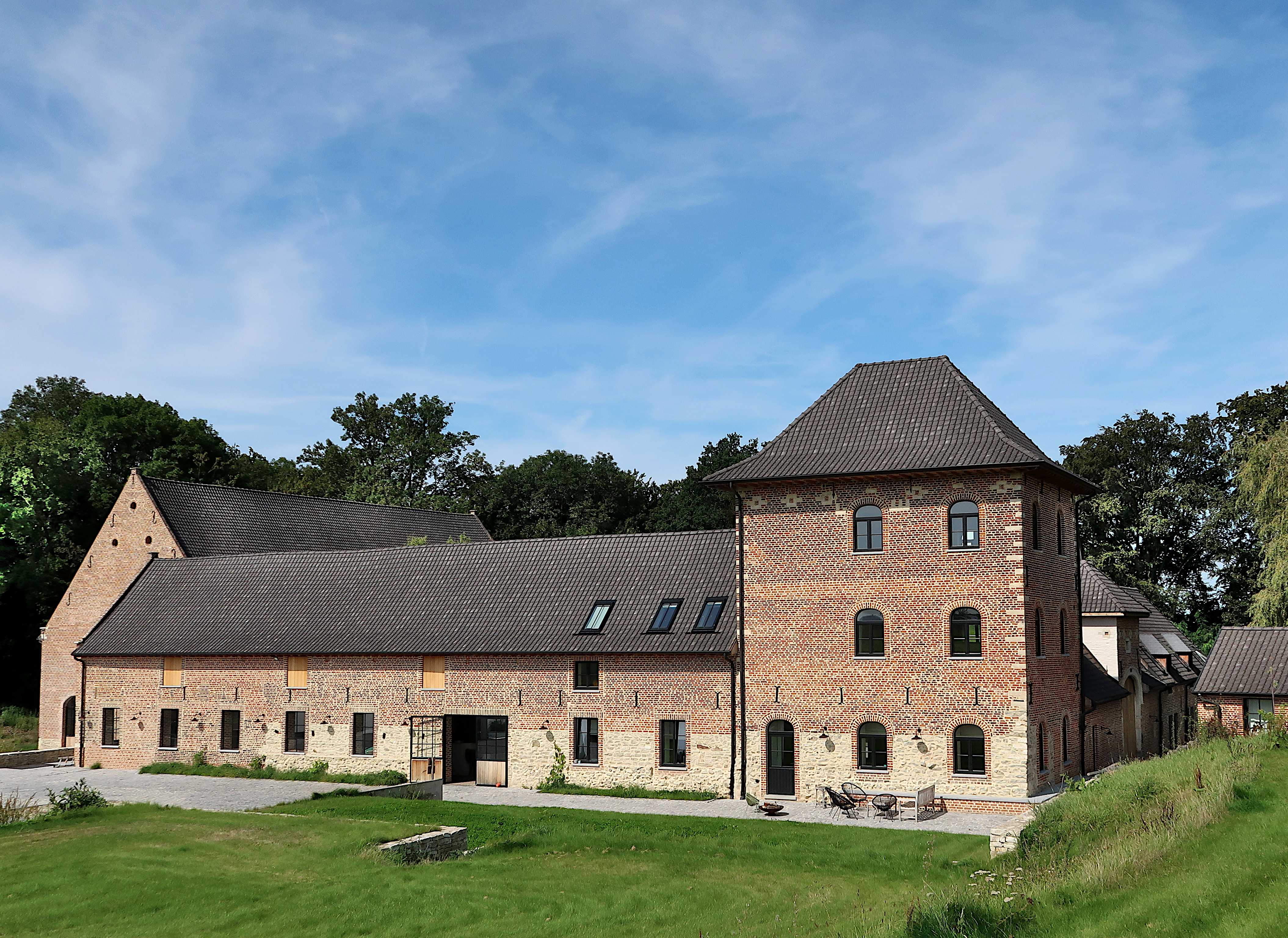
Hoeve van Groot Hacquedeau
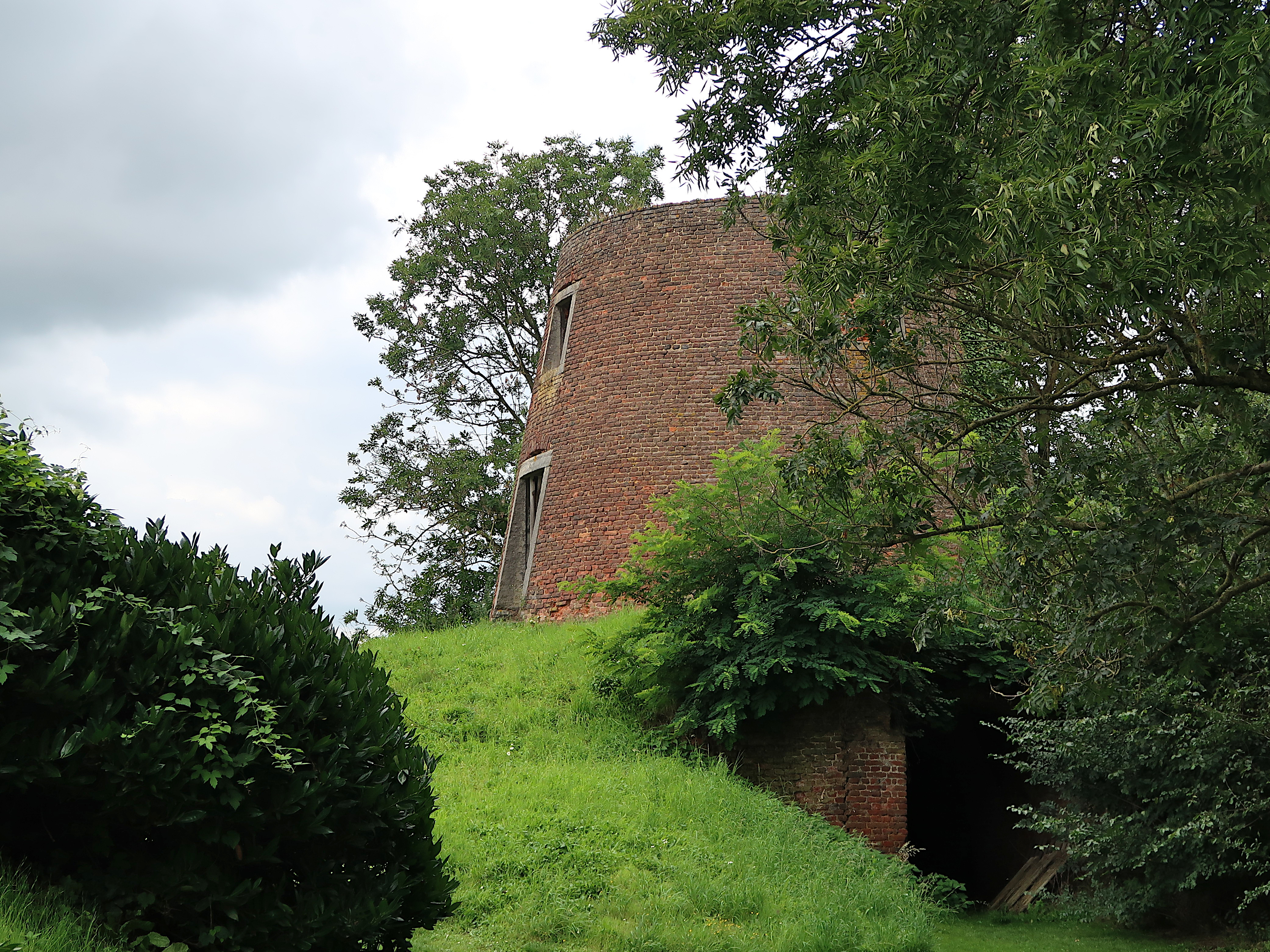
Vroegere windmolen Goes

## Natuur en landschap
De hoogte aan de kerk bedraagt 140 meter.

## Demografische ontwikkeling
- Bronnen:NIS, Opm:1831 tot en met 1970=volkstellingen, 1976= inwonersaantal op 31 december

## Nabijgelegen kernen
Piétrebais, Longueville, Incourt, Dongelberg, Lathuy
Deelgemeenten: Glimes · Incourt · Opprebais · Piétrebais · Roux-Miroir

Overige dorpen en gehuchten: Alliébroux · Brombais · Chapelle-Saint-Laurent · Happeau · La Haie · Le Manil · Longpré · Sart-Risbart · Thorembisoul

Belgische gemeenten · Arrondissement Nijvel · Waals-Brabant · Wallonië